# The Residents
The Residents és un grup musical avantguardista i experimental nord-americà. Durant la seva llarga trajectòria han publicat al voltant de seixanta àlbums, a més de material videogràfic divers, com vídeos o pel·lícules. Una de les seves peculiaritats és l'intent continu d'amagar la seva identitat (per a fotos promocionals i concerts han utilitzat sovint màscares amb forma d'ull gegant o de calavera), fet que ha alimentat tota mena de rumors al respecte.

## Discografia

### Àlbums
- Meet The Residents – 1974
- The Third Reich 'n Roll – 1976
- Fingerprince – 1977
- Not Available – 1978
- Duck Stab/Buster & Glen – 1978
- Eskimo – 1979
- Commercial Album – 1980
- Mark of the Mole – 1981
- The Tunes of Two Cities – 1982
- Title in Limbo with Renaldo and the Loaf – 1983
- George & James – 1984
- Whatever Happened to Vileness Fats? – 1984
- Census Taker – 1985
- The Big Bubble: Part Four of the Mole Trilogy – 1985
- Stars & Hank Forever: The American Composers Series – 1986
- God in Three Persons – 1988
- The King & Eye – 1989
- Freak Show – 1990
- Our Finest Flowers – 1992
- Gingerbread Man – 1994
- Hunters – 1995
- Have a Bad Day – 1996
- Wormwood: Curious Stories from the Bible – 1998
- Roosevelt 2.0 – 2000
- Roadworms: The Berlin Sessions – 2000
- Icky Flix – 2001
- Demons Dance Alone – 2002
- WB: RMX – 2003
- 12 Days of Brumalia – 2004
- I Murdered Mommy – 2004
- Animal Lover – 2005
- The River of Crime (Episodes 1–5) – 2006
- Tweedles – 2006
- Night of the Hunters – 2007